# Hawiarski Potok
Hawiarski Potok – potok, dopływ rzeki Kacwinianka. Na słowackiej mapie ma nazwę Zubrovský potok. Wypływa z kilku źródeł na północnych (polskich) stokach grzbietu łączącego szczyty Malorovka (957 m) i Zubrovka (834 m) w Magurze Spiskiej na granicy polsko-słowackiej. Najwyżej położone z tych źródeł znajdują się na wysokości około 800 m. Spływa w kierunku wschodnim i na wysokości około 605 m uchodzi do Kacwinianki jako jej lewy dopływ.
Zlewnia potoku niemal w całości znajduje się na obszarze Polski, tylko niewielka jej dolna część na terenie Słowacji. Są to głównie porośnięte lasem tereny Magury Spiskiej, ale w dolinie potoku są duże polany. Niektóre z nich mają własne nazwy: Flisów Las, Za Flisów Las i Polany. Dolną częścią biegu Hawiarskiego Potoku na długości 1 km prowadzi granica polsko-słowacka między miejscowościami Kacwin (po polskiej stronie) i Frankowa (na Słowacji). W odległości około 400 m od niej na słowackiej stronie znajdują się zabudowania rolniczej spółdzielni produkcyjnej.
Dawniej hawiarzami w Tatrach i na Podhalu nazywano górników wydobywających rudy, nazwa potoku może więc świadczyć o tym, że kiedyś w jego dolinie odbywały się prace górnicze.